# Rudolf von Reibnitz

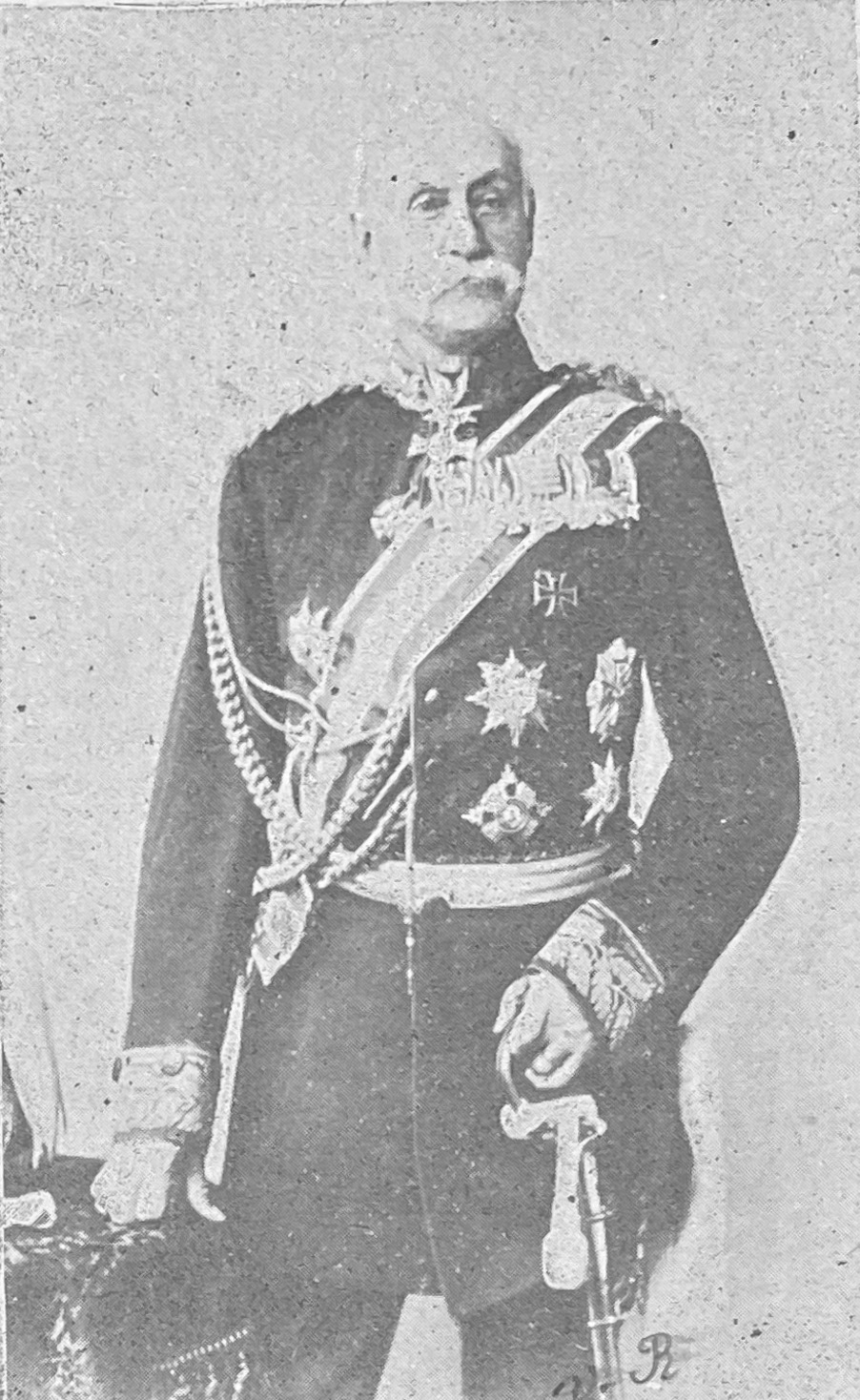
Rudolf Reibnitz

Rudolf Otto von Reibnitz (* 9. Oktober 1829 in Königsberg; † 7. Dezember 1909 in Danzig-Langfuhr) war ein preußischer General der Infanterie und Gouverneur von Mainz. 

## Leben

### Herkunft
Rudolf war ein Sohn des preußischen Oberstleutnants und Herrn auf Kerschitten Otto Friedrich von Reibnitz (1788–1857) und dessen Ehefrau Valeska, geborene von Kunheim (1802–1839).

### Militärkarriere
Nach dem Tod seiner Mutter besuchte Reibnitz die Kadettenhäuser in Kulm und Berlin. Anschließend wurde er am 1. April 1848 als Portepeefähnrich dem Kaiser Alexander Grenadier-Regiment der Preußischen Armee überwiesen und mit der Beförderung zum Sekondeleutnant Mitte Mai 1848 dem Regiment aggregiert. 1848 nahm er während des Krieges gegen Dänemark am Gefecht bei Schleswig teil und wurde Mitte Januar 1849 in sein Regiment einrangiert. Im gleichen Jahr nahm er an der Niederschlagung des Dresdner Maiaufstandes teil und erhielt dafür den Roten Adlerorden IV. Klasse mit Schwertern sowie das Ritterkreuz des Militär-St.-Heinrichs-Ordens. Im Herbst wurde Reibnitz zusammen mit sechzig Mann zum Schutz der Eisenbahn nach Bernau, sowie von Ende April bis Ende Juli 1850 zu Ausbildungszwecken an die Gewehrfabrik nach Sömmerda kommandiert. Von Mitte September 1852 bis Anfang Januar 1856 folgte seine Kommandierung als Adjutant des I. Bataillons im 3. Garde-Landwehr-Regiment nach Görlitz. Während des Königsmanövers war Reibnitz 1856 als Adjutant des 1. Garde-Landwehr-Regiments kommandiert. Er wurde am 14. April 1857 mit Patent vom 16. Juni 1855 zum Premierleutnant befördert und in das 26. Infanterie-Regiment versetzt. Von Anfang Oktober 1857 bis Ende Juni 1859 war er als Kompanieführer beim II. Bataillon im 26. Landwehr-Regiment kommandiert, stieg zum Hauptmann auf und wurde am 1. Juni 1860 in das Pommersche Jäger-Bataillon Nr. 2 versetzt. Dort folgte Mitte August 1860 seine Ernennung zum Kompaniechef. Während des Deutsch-Dänischen Krieges besetzte er vom 1. Juli bis zum 1. August 1864 mit seiner Kompanie die Peenemünder Schanze.
Während des Krieges gegen Österreich kämpfte Reibnitz 1866 bei Gitschin sowie Königgrätz und erhielt den Kronen-Orden III. Klasse mit Schwertern. Nach dem Krieg wurde er am 25. September 1867 als Major in das Schleswigsche Infanterie-Regiment Nr. 84 versetzt. Ab Mitte Oktober 1867 war er zunächst Führer des I. Bataillons, wurde am 24. März 1868 zum Bataillonskommandeur ernannt und übernahm Anfang Juli 1868 das II. Bataillon. Während des Krieges gegen Frankreich kämpfte er bei Colombey, wurde bei Gravelotte verwundet und nahm an den Schlachten bei Noisseville, Orleans und Beaugency, der Belagerung von Metz sowie den Gefechten bei Bellevue, Montlivault, Chambord und Vienne teil.
Ausgezeichnet mit beiden Klassen des Eisernen Kreuzes avancierte er nach dem Friedensschluss Ende März 1873 zum Oberstleutnant. Unter Stellung à la suite beauftragte man Reibnitz am 12. Dezember 1874 mit der Führung des Leib-Grenadier-Regiments (1. Brandenburgisches) Nr. 8, ernannte ihn am 12. Januar 1875 zum Regimentskommandeur und befördert ihn sechs Tage später zum Oberst. Unter Stellung à la suite seines Regiments beauftragte man ihn am 11. Dezember 1880 mit der Führung der 58. Infanterie-Brigade in Mülhausen und am 30. März 1881 erhielt Reibnitz mit der Beförderung zum Generalmajor die Ernennung zum Brigadekommandeur. Mit der Beförderung zum Generalleutnant folgte am 15. April 1886 eine Verwendung als Kommandeur der 18. Division in Flensburg. Am 15. Dezember 1888 wurde Reibnitz Gouverneur von Mainz und in dieser Eigenschaft erhielt er Ende März 1890 den Kronen-Orden I. Klasse mit Schwertern am Ringe sowie am 20. September 1890 den Charakter als General der Infanterie. Während der Kaisermanöver des IV. und des XI. Armee-Korps war er im Herbst 1891 als Schiedsrichter tätig. In Genehmigung seines Abschiedgesuches wurde Reibnitz am 18. Oktober 1892 unter Verleihung der Krone zum Roten Adlerorden I. Klasse mit Eichenlaub und Schwertern am Ringe mit Pension zur Disposition gestellt.

### Familie
Reibnitz heiratete am 29. September 1858 in Görlitz Anna von Prittwitz (1836–1859), eine Tochter des Generals Karl von Prittwitz. Nach ihrem frühen Tod heiratete er am 9. Oktober 1869 in Schwarzenhof Ottilie von Levetzow (* 1849), eine Tochter von Albrecht Ludwig Joachim Friedrich von Levetzow. Das Paar hatte mehrere Kinder:
- Ernst (* 1870), preußischer Hauptmann

⚭ 1893 (Scheidung 1897) Lilly Schlesinger (1873–1919)
⚭ 1897 Klara Bischy (* 1868), geschiedene Voß
- Max (1872–1914), preußischer Hauptmann, gefallen beim Sturm auf Oleckow bei Lotz
- Anna (1874–1899) ⚭ 1895 Erik von Loebbecke (1865–1912), Herr auf Mahlen[3]
- Selma (* 1875) ⚭ 1910 Arthur von Heyden-Nerfken (1875–1917), Direktor der Chemische Fabrik v. Heyden[4]
- Asta (* 1878)
- Leo (* 1882), ausgewandert nach Guatemala